# Češča vas
Češča vas este o localitate din comuna Novo mesto, Slovenia, cu o populație de 136 de locuitori.